# Mehrinoz Abbasova

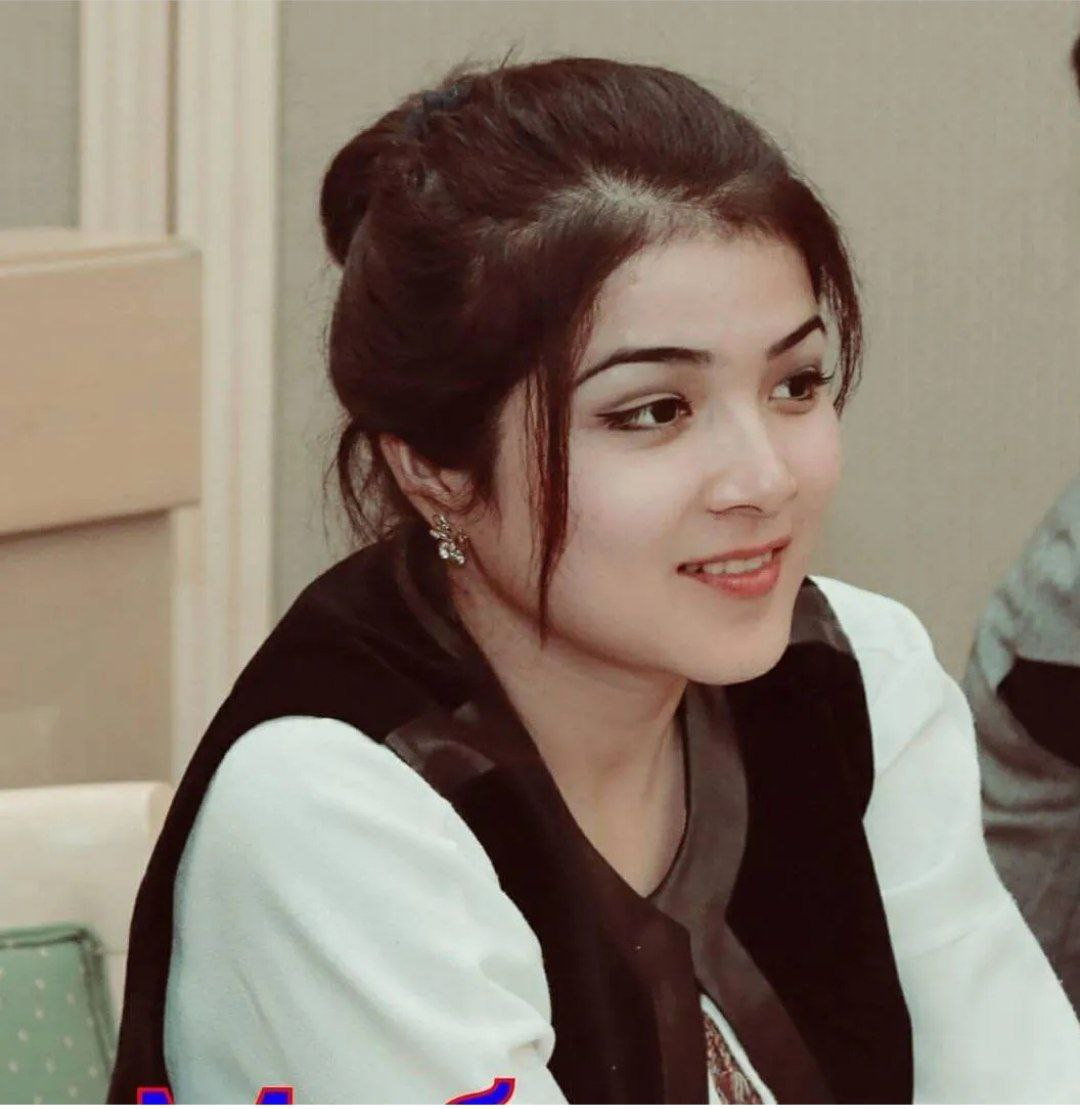
Mehrinoz Abbasova (2022)

Mehrinoz Nazirjan qizi Abbasova (kyrillisch Меҳриноз Назиржан қизи Аббосова, Meҳrinos Nasirschan қisi Abbossowa, wiss. Transliteration Meҳrinoz Naziržan қizi Abbosova; geboren am 23. Juli 1995; Bezirk Chortok, Provinz Namangan, Usbekistan) ist eine usbekische Dichterin, internationale Journalistin und Literaturkritikerin.

## Leben
Mehrinoz Abbasova wurde am 23. Juli 1995 im Bezirk Chortok in der Region Namangan geboren. Sie war das jüngste von drei Kindern. Der Vater von Mehinoz, Nasirjon Dehkanov, war Lehrer. Sie wuchs im Bezirk Chortok und in Namangan auf. Eingeschult wurde sie im Jahr 2002 an der Mittelschule Nr. 45 des Bezirks. Nachdem ihre Familie 2004 nach Namangan umgezogen war, besuchte sie die Mittelschule 57 (2004–2007), dann die Sonderschule Nr. 57 (2007–2011) und ab dem Jahr 2011 das akademische Lyzeum Nr. 2 an der staatlichen Universität Namangan. Ab der 4. Klasse besuchte sie Englischkurse. Sie machte rhythmische Sportgymnastik, nahm an Tanzzirkeln teil und spielte Klavier und Dotar in einer Musikschule. Sie wollte Ärztin werden und für die Weltgesundheitsorganisation arbeiten.
Sie interessierte sich für Poesie und lernte schon früh prominente Dichter von Namangan kennen, darunter Ziyoviddin Mansur und Gulomjon Akbarov.
2012 gewann sie den Zulfiya-Staatspreis im Bereich Literatur. Ihre Bücher „Ich bin eine Jugendliche“ (2011) und „Lieder der Sternfarbe“ (2014) wurden auf Empfehlung der Union der Schriftsteller Usbekistans veröffentlicht.
Abbasova immatrikulierte sich 2014 an der Fakultät für internationalen Journalismus der Usbekischen Staatlichen Universität für Weltsprachen (Узбекского государственного университета мировых языков, Usbekskogo gossudarstwennogo uniwersiteta mirowych jasykow). Im Jahr 2017 trat sie auf dem IV. Kamolot-Kongress der Jugendsozialbewegung auf, und dabei wurde der usbekische Präsident Shavkat Mirziyoyev auf sie aufmerksam. Auf Vorschlag des Präsidenten wurde Mehrinoz Abbasova zur Vorsitzenden des neu geschaffenen Republikanischen Rates junger Künstler ernannt. Um die Künstler zu unterstützen, veranstaltete Mehrinoz Abbasova das Republikanische Forum junger Künstler, Usbekistans Frühling, Samarkands Poesieabende, Taschkenter Inspirationsfestivals, Übersetzerwoche, Konferenz „Flüsschen von Zomin“ und weitere soziale Projekte. 2017 erhielt sie die Ruhmesmedaille.
In den Jahren 2018 bis 2020 absolvierte sie im Fachbereich „Hohe Literatur“ das Masterstudium an der Staatlichen Universität Taschkent für usbekische Sprache und Literatur. Im Jahr 2018 trat sie dem Schriftstellerverband Usbekistans bei. Seit dem 11. Februar 2022 arbeitet sie als Beraterin des Direktors der Agentur für Jugendangelegenheiten der Republik Usbekistan.
Mehrinoz Abbasova hat einen wesentlichen Beitrag zur Organisation und Durchführung mehrerer großer Projekte bei der Agentur für Jugendangelegenheiten der Republik Usbekistan geleistet, insbesondere des WikiStipendiya-Marathons. Der Präsident von Usbekistan, Shavkat Mirziyoyev, sagte in seiner Rede bei einer feierlichen Veranstaltung zum Jugendtag am 30. Juni 2022:

„Ich war erfreut zu hören, dass mehr als 10.000 usbekischsprachige Artikel auf Wikipedia, der weltweit beliebtesten elektronischen Enzyklopädie, von einer Gruppe junger Menschen voller Initiativen unter der Leitung von Mehrinoz Abbasova, die ich gerade kennengelernt habe, veröffentlicht wurden.“

## Familie
Der Ehemann von Mehrinoz Abbasova ist der usbekische Blogger und Anwalt Khushnud Khudoyberdiyev. Sie haben einen Sohn.